# Bào tử gỉ
Bào tử gỉ (tiếng Anh: aeciospore) là một trong các loại bào tử khác nhau hình thành từ nấm gây bệnh gỉ. Nó có hai nhân tế bào và thường có dạng chuỗi trong túi bào tử gỉ (aecium).